# Nomen nudum
Nomen nudum (множина — nomina nuda). Латинський термін, що стосується назви таксона, яка, бувши опублікованою до 1931 р., не відповідає положенням ст. 12 Міжнародного кодексу зоологічної номенклатури (МКЗН) або, бувши опублікованою після 1930 р., не відповідає положенням ст. 13 МКЗН. Придатною назвою nomen nudum не є, і тому та ж назва може бути згодом зроблена придатною для того ж або іншого таксона; в цьому разі вона отримує авторство і дату [ст. 50, 21 МКЗН] з акту встановлення, а не з якої-небудь ранішої публікації як nomen nudum.

## Ресурси Інтернету
- Международный кодекс зоологической номенклатуры [Архівовано 13 липня 2015 у Wayback Machine.]

## Виноски
1. ↑  Стаття 2. Про прийнятність деяких назв у зоологічній номенклатурі
2. ↑  Стаття 12. Назви, опубліковані до 1931 р.
3. ↑  Стаття 13. Назви, опубліковані після 1930 р.
4. ↑  Стаття 50. Автори назв і номенклатурних актів
5. ↑  Стаття 21. Визначення дати